# Kim Seung-hee
Kim Seung-hee (* 1. März 1952 in Kwangju) ist eine südkoreanische Schriftstellerin und Lyrikerin.

## Leben
Kim Seung-hee wurde am 1. März 1952 in Kwangju geboren. Sie schloss ihre Schulausbildung an der Ch'ŏnnam Mädchenoberschule ab, studierte englische Literatur und promovierte schließlich in koreanischer Literatur an der Sogang University. 1973 debütierte sie mit dem Gedicht Das Wasser im Bild (그림 속의 물), welches in der Zeitschrift Kyŏnghyang sinmun (경향신문) veröffentlicht wurde.
Ihre frühen Werke zeichnen sich aus durch eine Neigung zum Formalismus oder auch zur 'Kunst um der Kunst willen' sowie die Verwendung einer scharfen und ungenierten Sprache. Ihre spätere Lyrik jedoch entwickelte sich hin zu einer Erkundung von alltäglicher Realität und den Fragen der ewigen Existenz in Freiheit.

## Arbeiten (Auswahl)

### Koreanisch

#### Gedichtsammlungen
- 태양미사 Sonnenmesse (1979)
- 왼손을 위한 협주곡 Konzert für die linke Hand (1983)
- 미완성을 위한 연가 Lied für das Unfertige (1987), ISBN 89-300-1004-0.
- 달걀 속의 生 Das Leben im Hühnerei (1989)
- 어떻게 밖으로 나갈까 Wie komme ich nach draußen? (1991)

#### Essays
- 고독을 가리키는 시계바늘 Der Uhrzeiger, der die Einsamkeit anzeigt (1976)
- 영혼은 외로운 소금밭 Die Seele ist ein einsames Salzfeld (1980)
- 벼랑의 노래 Lied vom Abgrund (1984)

#### Romane
- 산타페로 가는 사람 Der Mann, der nach Santa Fe geht (1997), ISBN 89-364-3645-7.
- 왼쪽 날개가 약간 무거운 새 Der Vogel, dessen rechter Flügel etwas schwer war (1999), ISBN 89-7063-189-5.

### Übersetzungen

#### Englisch
- Walking on a Washing Line: Poems by Kim Seung-hee (김승희 시선), Cornell Univ. East Asia Program (2011), ISBN 978-1-933947-20-4.
- I want to Hijack an Airplane (김승희 시선), Homa & Sekey (2004), ISBN 1-931907-13-7.

## Auszeichnungen
- 1992: 소월시문학상 (Sowŏl Lyrikpreis)
- 2003: 고정희상 (Ko-Chŏng-hŭi-Preis)